# رئیس تشریفات
رئیس تشریفات (به انگلیسی: Master of ceremonies) به میزبان و مجری یک رویداد رسمی، مراسم یا برنامه گفته می‌شود.

## تاریخچه
اولین کاربرد این لغت را می‌توان در کلیساهای کاتولیک پیدا کرد. جایی که در مراسم‌های مذهبی برگزار شده در کلیسا یک فرد که به آن MC گفته می‌شد وظیفهٔ کنترل و هدایت مراسم مذهبی را بر عهده داشت.

## معنای اصطلاحی
این لفظ اما در دنیای هیپ هاپ در معنای جدیدی بکار برده شد گرچه بین این معنای اصطلاحی و معنای لغوی ارتباط برقرار است و این ارتباط یکی از اصول ثابت در علم لغت است. در اواخر دههٔ هفتاد میلادی اصطلاح MC(در بعضی استعمالات M.C) به عنوان مخففی برای Master of ceremonies به کار می‌رفت و در حقیقت به عنوان جایگزینی برای لفظ Rapper استعمال شد. MC از ابیات ریتمیک و فری استایل(ad lib) برای معرفی دی جی، سرگرم نگه داشتن حضار یا به هیجان آوردن آن‌ها استفاده می‌کرد؛ لذا به صورت کلی در تعریف MC این‌طور گفته‌اند:
«در موسیقی هیپ هاپ مراد از MC هنرمند و خواننده‌ای است که معمولاً خودش اقدام به تولید موسیقی برای اشعارش می‌کند و با دی جی که مسئولیت میکس کردن آهنگهای مختلف و اجرا کردن آن در مهمانی‌ها را دارد فرق می‌کند.»
لذا لفظ MC در ابتدا به عنوان معادلی برای Rapper به کار می‌رفت که البته این کاربرد هنوز هم شایع‌ترین کاربرد این لفظ در دنیای هیپ هاپ است.
اما چگونه این لغت در این معنای خاص وارد دنیای هیپ هاپ شد؟
همان‌طور که در معنای لغوی اشاره شد منظور از ام اسی کسی بود که مسئولیت ادارهٔ مراسم‌ها را بر عهده داشت. رفته رفته این لفظ به عنوان اشاره ایی به هنرمندی که توانایی خاص و متفاوتی در ادارهٔ مجالس دارد بکار رفت. و در دنیای هیپ هاپ هنرمندانی مثل Pitbull این عنوان را به خاطر اجرای خوبی که در کلاب‌های مختلف داشت به دست آورد. ولی بعدها به عنوان یک جایگزین نه تنها برای رپرهای قوی و مستعد در ادارهٔ مجالس بلکه برای هر رپری برای لفظ رپر شد.
در کل تشریفات فرایند ارتباطات غیر کلامی است و حرکات اشارات و احساسات ماست که به عنوان پیام‌های غیر کلامی به تکمیل، تأیید یا جایگزینی پیام‌های کلامی می‌انجامد.